# Aïn Nouïssy
Ain Nouissy là một đô thị thuộc tỉnh Mostaganem, Algérie. Dân số thời điểm năm 2002 là 11.389 người.